# ワールド★カップメン
『ワールド★カップメン』は、北海道テレビ放送(HTB)にて2012年1月12日から4月4日まで放送されたバラエティ番組である。

## 概要
世界中のインスタントラーメン事情を調査・報告する。番組VIは、英語表記で『WCM』(World*Cup Men)。HTB深夜開拓魂枠の第6弾。2011年に放送された同枠第3弾「我思う、故我ラーメン」のスタッフも関わっており、「ラーメンシリーズ」の第2弾とも言えるが、深夜開拓魂枠で一貫して企画・プロデュースに携わっている戸島龍太郎は本作に関与していない。スペシャル放送は水曜日で30分となっている。
海外ロケは2011年中にほぼ終わっていた。北海道編のカップラーメンを運ぶ役は須田Dが担当していた。最終回の視聴率は5.9%を目標としていたが、6.4%となり達成した。
続編ではないが、「ラーメンシリーズ」第3弾とも言える同枠第10弾「我思う、故我ラーメンⅡ」が2013年に放送された。

## 出演者

### 調査員
海外のロケ映像のみではあるが、唯一のレギュラー出演者。海外のインスタントラーメンを5段階で評価する。
- 男鎌田真吾

### ラーメン食人（しょくにん）
北海道ゆかりのインスタントラーメンを、自ら調理して食べる。食べる際には、口元のクローズアップスローモーション等の演出が入る。また、調査VTRの前・後枠も務める。
- 川村ゆきえ（#1・4・7・スペシャル）
- 木村愛里（#2・5）
- 高橋麻美(#3・6)
- 国分亜美(#8)
- 菊田ゆりか(#9)
- セリ(#10)
- 高田秋(#11)
- ギャル曽根(#12)

## スタッフ
※スタッフクレジットはカップ麺の上ぶた風にデザインされている。
- 企画・演出 - 風野良夫
- ナレーター - 岸健介[1]
- 撮影 - 富士朝未、小林直人、鎌田浩志、道下学、図司祐介、小山康範
- 音声 - 高橋萌、藤田和也、松澤聡、永井孝典
- 音効 - 白石仁(FIXE[2])
- 照明 - 赤塚千絋、西出真司、中田尚志、中嶋勝治(KYORITZ)
- 美術 - BgBee
- ヘアメイク- 富田佳代、藤原宏行
- WEB - HTBポッドキャスト1号
- ディレクター - 須田慶太
- プロデューサー - 北村力
- 制作著作 - 北海道テレビ放送

## 放送リスト
| 回 | 放送日 （2012年） | 海外編                   | 海外編                                                                   | 北海道編                                                                       | 備考                                                                                    |
| -- | ----------------- | ------------------------ | ------------------------------------------------------------------------ | ------------------------------------------------------------------------------ | --------------------------------------------------------------------------------------- |
| 1  | 1月12日           | 韓国                     | ジャパゲッティ(ノンシム社)                                               | 池田町観光協会推奨 十勝ワインラーメン しお味(とかち麺工房)                     |                                                                                         |
| 2  | 1月19日           | 韓国                     | ラミョンポッキ(オットゥギ社)                                             | 小熊出没注意 トマトスープ味ラーメン(藤原製麺)                                  | 15分遅れで放送                                                                          |
| 3  | 1月26日           | 韓国                     | -                                                                        | 日清名店仕込み すみれ 札幌濃厚味噌(日清食品)                                   | 海外編は一般家庭編の為商品紹介はなし                                                    |
| 4  | 2月2日            | 韓国                     | トシラッ(バルト社)                                                       | 旭山動物園 北海道 白熊出没注意 白クマ塩ラーメン(ほくみん)                      |                                                                                         |
| 5  | 2月9日            | マレーシア               | ミーゴレン インドネシア(マミー社)                                        | 北の名店シリーズ 札幌 麺処白樺山荘 みそラーメン(とかち麺工房)                  |                                                                                         |
| 6  | 2月16日           | マレーシア               | カリーブラアピ(マミー社)                                                 | 北海道芦別 石炭ラーメン(芦別振興公社)                                          | 海外編にて「札幌らーめん 北海道小麦百%使用 味噌とんこつ味(とかち麺工房)」が登場         |
| 7  | 2月23日           | シンガポール             | KOKAライスヌードル チキン アバロン味(TAT HUI社)                          | 北海道根室産 根室商工会議所青年部推奨 花咲がにラーメン 塩味(根室商工会議所)    |                                                                                         |
| 8  | 3月1日            | シンガポール             | ミーシャム(明星食品)                                                     | 北海道限定 北海道ホタテラーメン しょうゆ味 ホタテ入り(HPI)                     | 海外編にて「匠の技術の結晶 北海道小麦100%使用 しお味 函館らーめん(とかち麺工房)」が登場 |
| 9  | 3月8日            | オーストラリア           | ファンタスティック ヌードルズ オリエンタル(ファンタスティックスナック社) | マルちゃん やきそば弁当 中華スープ付き(東洋水産)                               |                                                                                         |
| 10 | 3月15日           | オーストラリア           | 弾面 今麦郎(今麦郎食品有限公司)                                          | 日清 北の太麺堂々 室蘭カレーラーメン 北海道限定 札幌日清千歳工場製造(日清食品) |                                                                                         |
| 11 | 3月22日           | オーストラリア           | イチバン デリシャス 一度贊(維力食品)                                     | 酪農王国 なかしべつ ミルキーラーメン しお味(中標津観光協会)                    |                                                                                         |
| 12 | 3月29日           | オーストラリア           | マルちゃん 正麺 醤油味(東洋水産)                                         | 総集編                                                                         | 北海道編では過去に登場した11品をギャル曽根が3→6→4→5→7→8 →11→9→10→2→1の順に全て完食      |
| SP | 4月4日            | ダイジェスト(#1→3→7→9→5) | ダイジェスト(#1→3→7→9→5)                                                 | #7と同様                                                                       | 30分の拡大放送                                                                          |

## 放送局
| 放送対象地域 | 放送局                | 放送期間                | 放送日時                | 備考   |
| ------------ | --------------------- | ----------------------- | ----------------------- | ------ |
| 北海道       | 北海道テレビ放送(HTB) | 2012年1月12日 - 3月29日 | 毎週木曜日24:50 - 25:05 | 制作局 |
| 北海道       | 北海道テレビ放送(HTB) | 4月4日                  | 水曜日24:50 - 25:20     | 制作局 |

## 関連リンク
HTB online
- ワールド★カップメン
- 高橋麻美 - イチオシ！日記
- podcaster１号２号のスタッフ日誌 - ポッドキャスト

Twitter
- 男鎌田真吾 (@OKAMADA04) - X（旧Twitter）
- 菊田ゆりかorらめたん (@yurika020212) - X（旧Twitter）
- HTBポッドキャスト1号 (@HTB_podcaster) - X（旧Twitter）

ブログ
- きらきらめたん - Ameba
- 高田 秋のブログ - Ameba
- 帰省なうを見守る１号日報 - Ameba

その他
- 男鎌田真吾 - ウェイバックマシン（2005年4月8日アーカイブ分） - 魔法のｉらんど
- タレント紹介 - ウェイバックマシン（2010年6月24日アーカイブ分） - あっちクリエイティブスタジオ
- モデル一覧 - 北海道札幌モデルエージェンシーモーディア

| 北海道テレビ放送(HTB) 木曜日24:50 - 25:05枠                     | 北海道テレビ放送(HTB) 木曜日24:50 - 25:05枠 | 北海道テレビ放送(HTB) 木曜日24:50 - 25:05枠        |
| 前番組                                                          | 番組名                                      | 次番組                                             |
| --------------------------------------------------------------- | ------------------------------------------- | -------------------------------------------------- |
| 帰省なう (2011.10.6 - 12.22)                                    | ワールド★カップメン (2012.1.12 - 4.4)       | 探検!秘境駅 〜超maniac travel guide〜 (4.5 - 6.28) |
| 北海道テレビ放送(HTB) 水曜日24:50 - 25:20枠                     |                                             |                                                    |
| 地元応援バラエティ このへん!!トラベラー (2009.5.12 - 2012.3.28) | ワールド★カップメン スペシャル (4.4)        | SOFTくりぃむ (4.11 - 6.27)                         |